# خطوط أيتافيا الجوية الرحلة 870
خطوط أيتافيا الجوية الرحلة 870 هي رحلة طيران من بولونيا إلي باليرمو في 27 يونيو 1980 عندما كانت الطائرة تقترب من المجال الجوي لبلدية أوستيكا في إيطاليا فقدت ذيلها ومحركيها الخلفين عندما أنشطر الذيل والمحركين الخلفين عن الطائرة فجأة وتحطمت الطائرة في البحر التيراني بالقرب من أوستيكا في إيطاليا وعندما أنتهي التحقيق في 1995 كانت الولايات المتحدة والمملكة المتحدة ووكالة التحقيق في الحوادث الإيطالية تعتقد في سبب الحادث وهو انفجار قنبلة ولكن حكومة وسياسة وأقتصاد ورئاسة إيطاليا رفضت تلك النظرية لأنهم لم يعرفوا من مفجر طائرة الدي سي 9 وقررت في سبب الحادث وهو أصابتها بصاروخ وما زال حادث تحطم طائرة خطوط أيتافيا الجوية الرحلة 870 من أغرب التحقيقات الإيطالية التي لم تكتشف من قبل حتي يومنا هذا.